# Itzcoatl
Itzcóatl (Itskoatl; nahuatl: wąż z obsydianu) – czwarty władca (tlatoani) Azteków, rządzący w latach 1427 (albo 1428) do 1440. Stworzył podwaliny późniejszego Imperium, za jego rządów Aztekowie odrzucili zwierzchnictwo Tepaneków.